# Vrchní, prchni
Vrchní, prchni (uváděno také s vykřičníkem Vrchní, prchni!) je československá filmová komedie z roku 1980, kterou natočil režisér Ladislav Smoljak. Autorem námětu a scénáře je Zdeněk Svěrák. V hlavních rolích manželů Vránových vystoupili skuteční manželé Josef Abrhám a Libuše Šafránková. Film patří mezi nejoblíbenější české komedie všech dob.

## Děj
Pražského knihkupce Dalibora Vránu (Josef Abrhám) si jednoho dne v pohostinství spletou s vrchním číšníkem. Z důvodu své neveselé finanční situace (postižené zejména nutností platit alimenty svým minulým partnerkám) bere Dalibor příležitost pevně do rukou a stává se z něj falešný vrchní; čas od času si obleče smoking, přijde do lokálu, zkasíruje několik hostů a vzápětí se vytratí. Aby doma vysvětlil náhle zvýšené příjmy, vydává se za úspěšného barového houslistu. Nějakou dobu se mu daří, i díky střídání lokalit a několika namaskováním. Pohár však začne přetékat v Karlových Varech, kde na něj skuteční vrchní uspořádají kolonádní hon – falešný vrchní jim však uteče a ještě stihne nenuceně zkasírovat hosty v opuštěných provozovnách.
Nakonec Dalibor doplatí na svého vloudilého souseda pana Pařízka (Zdeněk Svěrák), který v něm pozná podobu s falešným vrchním; Dalibor Vrána je Bezpečností následně dopaden ve svém knihkupectví a usvědčen podle svého podpisu na stvrzenkách.
Symboly filmu jsou tříkolové vozítko Velorex a píseň Severní vítr (hudba a zpěv J. Uhlíř, text Z. Svěrák); k nejznámějším scénám patří testování funkcí Pařízkovic nové škodovky („stěrače stírají, klakson troubí“) a Vránovo předstírání před vlastní manželkou, že je inženýr Králík („Vypadá jako Vrána, ale je to Králík!“).

## Obsazení
| Josef Abrhám            | Dalibor Vrána                           |
| Libuše Šafránková       | Helena Vránová                          |
| Zdeněk Svěrák           | soused Pařízek                          |
| Jiří Kodet              | spolužák Rudy Vyskočil                  |
| Dagmar Patrasová        | Manuela, Rudyho slečna                  |
| Jiří Hálek              | třídní profesor Přikryl                 |
| Eliška Balzerová        | prodavačka Věra                         |
| Zuzana Fišerová         | prodavačka Libuše Douchová              |
| Karel Augusta           | bratranec Ludva                         |
| Miroslav Vladyka        | Robert, čerstvý inženýr                 |
| Bedřich Prokoš          | právník, otec inženýra                  |
| Gabriela Wilhelmová     | teta inženýra                           |
| Milada Ježková          | stará paní Váchová                      |
| Ilja Racek              | opilec v motorestu                      |
| Jaroslava Kretschmerová | svatebčanka v Ústí                      |
| Miloslav Štibich        | knihkupecký personalista Bechyně        |
| Jana Altmannová         | spolužačka Marková                      |
| Václav Mareš            | spolužák Jelínek                        |
| Jana Březinová          | spolužačka Pecháčková                   |
| Jan Kašpar              | vrchní U Žáby                           |
| Jan Hraběta             | vrchní v Ústí                           |
| Ivan Pokorný            | vrchní v Rotisserii                     |
| Jiří Knot               | vrchní ve Valdštejnské vinárně          |
| Jaroslav Weigel         | rozčílený vrchní                        |
| Jiří Lír                | rozčílený host                          |
| Hana Čížková            | zákaznice se zájmem o milostný román    |
| Pavel Vondruška         | klavírista v Dubonnetu                  |
| Milan Klacek            | vrchní v Dubonnetu                      |
| Ivan Wiesner            | uhrovitý mladík (mluví Martin Velda)    |
| Stanislava Bartošová    | soudkyně                                |
| Daniela Bakerová        | Erna Pařízková                          |
| Filip Smoljak           | Pařízkových syn Evžen                   |
| David Smoljak           | vedoucí výpravy ve Špindlerově Mlýně    |
| Ladislav Smoljak        | psovod; hlas v předzahrádce u Vyskočilů |
| Josef Koudelka          | host s odkrvenou rukou                  |
| Jaroslav Vozáb          | ředitel hotelu Savoy                    |
| Jiří Bednář             | spolužák Valenta                        |
| Karel Šíp               | spolužák                                |
| Iva Hercíková           | spolužačka Richterová                   |
| Boris Rösner            | vyšetřovatel Bačák                      |
| Jan Kuželka             | tlouštík                                |
| Vlasta Žehrová          | slečna vrchního v Rotisserii            |
| Renata Mašková          | nevěsta                                 |
| Zdeněk Zelenka          | ženich                                  |
| Ladislav Trojan         | otec nevěsty                            |
| Jana Vychodilová        | matka nevěsty                           |
| Václav Kotva            | svatebčan – strýček                     |
| Vladimír Hrabánek       | Bukač                                   |
| Alexej Pyško            | nadstrážmistr VB                        |
| Jan Vávra               | policista                               |

## Tvůrci a štáb
- Režie: Ladislav Smoljak
- Námět a scénář: Zdeněk Svěrák
- Dramaturg: Václav Šašek
- Kamera: Ivan Šlapeta
- Produkce: Jan Balzer
- Hudba: Jaroslav Uhlíř
- Nahrál: Filmový symfonický orchestr (řídil Štěpán Koníček), Orchestr Karla Vágnera
- Návrhy kostýmů: Helena Dubová (ve filmu si také zahrála roličku „zmalované slečny“)
- Stavby: Jan Oliva
- Zvuk: Jiří Pavlík
- Střih: Jiří Brožek
- Masky: Vladimír Petřina
- Pomocní režiséři: Drahomíra Králová, Jan Kubišta
- Vedoucí výpravy: Karel Kočí
- Dále spolupracovali: Eliška Moulisová (asistentka režie), Václav Helliman (II. kameraman), Václav Eisenhamer, Kateřina Schauerová a Zdena Černá (zástupci vedoucího produkce), Boris Halmi (II. architekt), Helena Matušková (skript), Petra Barochová (vedoucí kostymérka), Miloslav Mirvald (fotoreportér)

## Produkční a technické údaje
- Konec natáčení: 10. června 1980
- Copyright: 1980
- Premiéra: 9. ledna 1981
- Výroba: Filmové studio Barrandov
- Distribuce: Ústřední půjčovna filmů
- Formát: barevný – 16mm, 35mm – 1:1,66 – mono
- Jazyk: čeština
- Délka: cca 85 minut
- Původní metráž: 2 432 metrů

## Návštěvnost
- Film se stal po snímku Postřižiny druhým nejnavštěvovanějším českým snímkem roku 1981. V českých kinech jej v tom roce vidělo 1 284 704 diváků, ve slovenských pak 109 931 diváků.[3]
- Od své premiéry v lednu 1981 až do 31. prosince 1987 vidělo film v českých kinech v rámci 9 264 představení celkem 1 530 726 diváků.[4]
- Od své premiéry v lednu 1981 až do 31. prosince 1991, kdy byl vyřazen z distribuce, vidělo film v českých kinech v rámci 9 381 představení celkem 1 533 393 diváků.[5]

## Zajímavosti
Scenárista Svěrák si v roli knihkupce Vrány představoval Petra Nárožného; režisér Smoljak jej ale odmítl s odůvodněním, že je Nárožný vnímán jako prvoplánový komik a šílenec. Požadoval „někoho míň předvídatelného“ a tak roli nabídl Josefu Abrhámovi, se kterým už měl zkušenost z několika předchozích filmů. Nárožného tato ztracená příležitost údajně velmi mrzela a následně vyvinul snahu vymanit se ze své jednorozměrné škatulky cholerika – přešel ze Semaforu do Činoherního klubu a začal se uplatňovat v širší paletě charakterů.
Ladislav Smoljak ve filmu obsadil do malých roliček všechny své čtyři potomky, manželku Dagmar i maminku Terezii.
Ústřední píseň Severní vítr nebyla původní součástí scénáře, teprve režisér Smoljak si do filmu objednal píseň se „zlatokopeckou tematikou“. Zdeněk Svěrák napsal text, a hudbu jeho osvědčený skladatel Jaroslav Uhlíř. Ten nakonec píseň i nazpíval, poté co nabídku odmítl Pavel Bobek.
Proslulá facka, kterou Libuše Šafránková vrazí svému muži ve scéně s „inženýrem Králíkem“, původně nebyla ve scénáři, šlo o okamžitý herecký nápad.
V 1. a 5. díle zábavného pořadu Veselé příhody z natáčení vyprávějí Ladislav Smoljak a Zdeněk Svěrák mystifikační historky ze zákulisí vzniku filmu.